# Branko Mladenović
 (mai 2021).
Si vous disposez d'ouvrages ou d'articles de référence ou si vous connaissez des sites web de qualité traitant du thème abordé ici, merci de compléter l'article en donnant les références utiles à sa vérifiabilité et en les liant à la section « Notes et références ».
Pour les articles homonymes, voir Mladenović.
Branko Mladenović, (en serbe cyrillique Бранко Младеновић, littéralement fils de Mladen) est le fondateur de la dynastie Branković, famille de la noblesse serbe née au XIVe siècle.
Il était le fils de Mladen, un gouverneur serbe portant le titre de voïvode, le neveu du joupan Nikola et le beau-frère d'Altoman Vojinović (père de Nikola).
Il fut un lieutenant de l'empereur Stefan Uroš IV Dušan dont il fut le gouverneur pour Ohrid, et reçut le titre de sebastokrator.
Branko (ou son fils) perdit Ohrid au profit de Vukašin Mrnjavčević vers les années 1360.
Il mourut avant mars 1365 et ses fils Vuk Branković, Nikola et Grgur (Grégoire) lui succédèrent dans ses possessions restantes.
Sa fille Théodora avait épousé le seigneur albanais de Durazzo Georges Thopia.